# Tracy Strauss
Tracy Strauss es un personaje ficticio de la serie de televisión Héroes. Es una humana evolucionada con la habilidad conocida como hidroquinesis, control total sobre el agua y capacidad para convertirse en ella, y crioquinesis, que le permite congelar cualquier cosa con sólo tocarla. Es la hermana de Niki Sanders y Jessica.

## Historia

### Villanos
Aparece por primera vez en este volumen, siendo presentada como una mujer que guarda un impresionante parecido con Niki Sanders, presuntamente siendo ésta bajo los efectos de otra personalidad.
Pero cuando la trama se va desenvolviendo es revelado que ella en realidad no es Niki, y trata incluso de descubrir la relación que guarda con ella. 
En su primera aparición, ella se muestra como la consejera del gobernador de Nueva York, siendo a la vez su amante. Ella lo convence de nombrar a Nathan Petrelli senador. En el estacionamiento es abordada por un molesto reportero, pero fácilmente se desembaraza de él. 
Cuando Tracy se presenta ante Nathan, este la confunde con Niki, y ella, confundida, lo desmiente y le ofrece el puesto de senador del estado de Nueva York. De vuelta en el estacionamiento, Tracy vuelve a encontrarse con el reportero, quien esta vez la amenaza con publicar unas sugestivas fotos supuestamente suyas (siendo, en realidad, Niki). Tracy, presa del pánico, lo sujeta por el brazo e involuntariamente lo congela y lo parte en pedazos.
Devastada por este acontecimiento, Tracy entra en un profundo estado de depresión pero, decidida a descubrir la verdad sobre sus habilidades y su relación con Niki Sanders, viaja a la casa de ésta. Allí se encuentra con que Niki está muerta, y es sorprendida por Micah, quien también la confunde con su madre muerta. Micah le revela que tanto él como Niki poseen habilidades, y usando su tecnopatía encuentra información sobre el extraño parecido que guardan las dos mujeres: Ambas nacieron el mismo día, en el mismo lugar, y el parto fue asistido por el mismo doctor; el doctor Zimmerman.
Tracy visita al doctor, quien la confunde con una tal Barbara. Ella le pregunta si la conoce, a lo cual el responde: "¿Conocerte?, yo te creé". Tracy, Niki y Barbara son hermanas trillizas, y fueron separadas al nacer y manipuladas genéticamente para otorgarles habilidades sobrehumanas.
Convencida de que no hay manera de arreglar su problema, Tracy decide suicidarse, pero en cuanto salta del puente es rescatada por Nathan con lo ella descubre su habilidad de volar. Más tarde, Tracy le revela a Nathan su habilidad para congelar cualquier cosa mediante contacto físico. Ambos viajan a las instalaciones de La Compañía, donde son recibidos por Angela Petrelli, la madre de Nathan; ésta desconfía de Tracy a primera vista. Tanto Nathan como Tracy se enteran por boca de Angela que sus poderes son sintéticos, y que fueron utilizados para investigar con la Fórmula.
Posteriormente, van al apartamento de Suresh, esperando encontrar respuestas, pero al enterarse de que sus habilidades son implantadas, Mohinder los seda y procede a experimentar con ellos, hecho que la obliga a usar sus poderes para defenderse, consiguiendo lastimar e intimidar a Mohinder. 
Ella acompaña a Nathan a las instalaciones de Pinehearst, donde este busca enfrentar a su padre. Después ella regresa y le dice a Arthur que ella puede hacer que Nathan se una a su equipo. Más tarde, Tracy salva la vida de Nathan congelando a Knox, quien estaba a punto de matarlo. Con Peter y Flint destruyendo las instalaciones, ella le dice a Nathan que pueden tomar la fórmula y empezar de nuevo, pero él la despide. Tracy trata de tomar la fórmula de la oficina de Arthur, pero Hiro y Daphne se la roban.
Posteriormente Tracy se encuentra con Mohinder en una autopista y lo recoge, una vez a bordo, Tracy le muestra a Mohinder la última cepa de la fórmula en toda la tierra, con la esperanza de que Mohinder acceda a ayudarla, pero Mohinder con toda su cordura recuperada se niega, escapa y destruye la fórmula.

### Fugitivos
Tracy es la primera secuestrada por Danko y sus hombres y es llevada con los demás al avión. Gracias a que Peter absorbe su poder el avión choca y ella se alía con Peter para poder huir del lugar. En un intento de atrapar a Nathan, Tracy queda en la cuerda floja ante una propuesta de Nathan y es capturada y llevada al edificio 26, donde es encerrada en un cuarto atada de sus manos al piso. Una agente de USA llamada Abby Collins la reconoce y le exige a Nathan que la suelte, pero Tracy intenta escapar, congela y mata a un guardia en el intento y es atrapada otra vez con lo que Abby cambia de opinión y comienza a creer en lo que Nathan le decía: hay gente con poderes y son peligrosos. Tracy pelea con Nathan y le dice que el también es uno de ellos. Más tarde Danko al sospechar de Nathan va con Tracy para que le diga si Nathan tiene algún poder, pero ella no accede y cuando está siendo trasladada ve en un computador un mensaje de Rebel. 
Más tarde es liberada por Rebel y ella no duda en liberar a Mohinder y Matt del edificio 26. Después de escapar en una tienda Noah le dice que sospecha de que Rebel la quiera más ella que entre todos los humanos evolucionados, ella obviamente se niega a admitir eso. En la calle ella camina y se topa con un cajero que le da dinero, ella le da las gracias y se marcha, detrás de ella se encuentra nada más y nada menos que Micah Sanders, en la estación donde Tracy se encuentra Micah la alcanza y le rebela que él es Rebel y que ayuda a los demás. Tracy le dice que lo que hace es muy peligroso pero Micah intenta convencerla de que ella puede ser una heroína, el equipo de Danko llega al lugar y Tracy y Micah escapan a un estacionamiento, allí ella le dice a Micah que tenía razón y le implora que se marche el sistema contra incendios es activado y moja a todo el lugar. Tracy entonces libera su poder congelante congelando a todos y ella misma, Danko viene molesto y le dispara en el estómago causando que ella se reduzca en pedazos. Después vemos un trozo del rostro congelado de Tracy, donde ella pestañea y deja caer una lágrima.
En las novelas gráficas, descubrimos que ella recurre a su sobrino Micah, con tal de vengarse de los agentes del edificio 26, después de quedar severamente resentida con ellos por su aparente muerte, sin embargo Micah rápidamente se da cuenta de sus intenciones, aunque de todas maneras le da las direcciones de los agentes, y así Tracy comienza una cacería por los agentes del edificio 6.

### Redención
Seis semanas después de que Sylar intentara suplantar al presidente de los Estados Unidos y de la muerte de Nathan, un agente del edificio 26 entra en su casa y observa como el agua corre por el suelo y se convierte en Tracy, quien le dice que él es el número cuatro y presuntamente le asesina.

## Poderes
La habilidad de Tracy se llama crioquinesis. Es la habilidad de congelar cualquier cosa con tan solo tocarla. Al igual que la mayoría de los demás personajes, el poder de Tracy se manifiesta en un momento de gran adrenalina, cuando un reportero la amenaza con publicar unas fotos donde aparece Niki, cosa que arruinaría su carrera. Ella involuntariamente mata al hombre.
Este par de eventos (descubrir sus habilidades a la vez que mata a alguien con ellas) la marcan profundamente, conduciéndola incluso al intento de suicidio. Conforme avanza la serie, Tracy se muestra más en control de su poder, pero sin llegar a considerarlo un "don divino". En el adelanto del volumen 5, se ve que Tracy maneja el agua y el hielo perfectamente. También es capaz de transformar su cuerpo en agua y reconstruirlo. Tracy puede controlar el hielo y el agua, poseyendo dos poderes Crioquinesis y Hidroquinesis.